# Dactylopteryx flexuosa
Dactylopteryx flexuosa es una especie de mantis de la familia Hymenopodidae.

## Distribución geográfica
Se encuentra en Costa de Marfil, Gabón, Ghana, Camerún y Congo.